# Maupiti

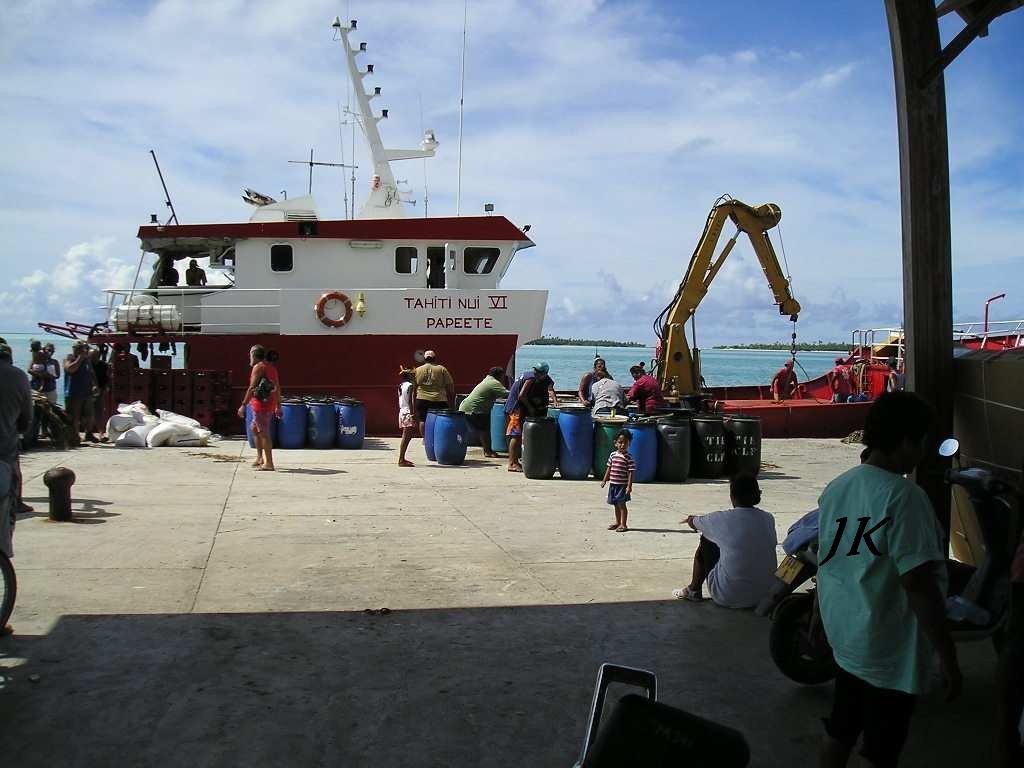
Teherhajó Maupitin. A kék hordókban nonit szállítanak Papeete-be feldolgozásra.

Maupiti  (ősi polinéz neve Maurua) egy kis méretű vulkanikus eredetű atoll a Társaság-szigetcsoporthoz tartozó Szélcsendes szigetcsoportban, 315km-re Tahititől. Maupitit körbeöleli egy korálzátony gyűrű, amelyen csak egyetlen szoroson át lehet bejutni a szigethez.

## Földrajz
Maupiti Francia Polinéziában található a Szélcsendes-szigetek nyugati részén. Ez a legnyugatibb vulkanikus sziget a szigetcsoportban, 40 km-re nyugatra Bora Borától és 315km-re Tahititől. A központi sziget csúcsa 380 méter magas (Teurafaatui-hegy vagy más néven Nuupure) és a területe 13,5 négyzetkilométer. A legmagasabb hegycsúcsról jól látszik a távolban Bora Bor, kedvező időjárás esetén akár Raiatea és Tahaa szigetek is. Az északi zátonyon nagy és lapos korallszigetek vannak fehér homokkal, a lagúna déli végén pedig két motu található. Az egyetlen hajózható tengerszoros a sziget belsejéhez Pareao és Tuanai motuk között van. A szoros mindössze 30 méter széles. Motuk a sziget körül: Auira, Tiapaa, Paeao és Marae (a Tefareatii törzsfőnökhöz tartozott). 

### Lakosság
A 2007. augusztusi népszámlálás eredménye szerint a sziget lakossága körülbelül 1200 fő. Maupiti legnagyobb települése, Vaiea házai egy kis templom, a városháza, a postairoda, a rendőrségi épület és egy étterem köré épültek. A falu egy kilométer hosszan fut az óceán partján.

### Gazdaság
Maupiti legfontosabb gazdasági tevékenysége a kávéfélékhez tartozó noni termesztése. Jelentős még a görögdinnye és a kopra termesztés a motukon. A sziget repülőtere a Pareao és Tuanai motuk között lévő tengerszoroson belsejénél van. A szigeten nincsenek hotelek, csupán családi panziók.

## Története
Maupitin találtak ősi polinéz régészeti műalkotásokat, amelyek i.sz. 850 körül készülhettek. A 16 darab sírhely a Paeao motun találhatók. A maradványok között vannak bárdok és halászkampók, amelyekhez hasonlókat találtak Új-Zélandon is. Ezek is hozzájárultak a polinéz migrációs elmélet igazolásához. A központi szigeten, a Haranae-völgyben teknősöket ábrázoló petroglifákat, sziklába vésett ábrázolásokat találni. A Terama-hegyen erődítmények állnak,   
A szigetet a nyugat számára a holland Jakob Roggeveen fedezte fel 1722-ben, jóval Tahiti felfedezése előtt. Maupiti sokáig független maradt, amíg a 19. században egyesült Bora Borával. Ekkor szivárgott be a szigetre a protestáns vallás.
1997-ben Maupitit elmosta az Osea ciklon.

## Közigazgatás
Maupiti közigazgatásilag a Szélcsendes-szigetekhez tartozik. A fő települése Vaiea.